# 公孫周
公孙周（？—？），史记称之为公孙纠，宋元公的孙子，公子褍秦的儿子，宋景公的侄子。
《左传》记载宋景公在位六十四年，无子，以公孙周的儿子子德与子启在宫中抚养为嗣，子德继位为宋昭公。
而《史记》记载宋景公杀死了公孙纠，前469年，宋景公死后，公孙纠的儿子子特为父报仇，杀死景公的太子继位，子特就是宋昭公。